# Шимановський Всеволод Юліанович
Все́волод Юліа́нович Шимано́вський (1866, Київ — 1934, станиця Кримська, нині м. Кримськ Краснодарського краю Росії) — український учений-бджоляр.

## Біографічні дані
Закінчив військове училище. Деякий час служив у Генеральному штабі. Потім вийшов у відставку та став учителювати в сільських школах на Волині та Київщині. В той же час Шимановський вивчав бджільництво та садівництво.
1910–1925 — викладач школи бджільництва на Боярці (згодом на її базі було створено Український республіканський заочний сільськогосподарський технікум).

## Наукові досягнення
Узагальнив вітчизняний і зарубіжний досвід бджільництва.
Автор низки книг:
- «Сад при народной школе» (1889)
- «Пасека при народной школе» (1889)
- його визначна праця «Методы пчеловожения» (за життя автора було 3 перевидання: 1916р, 1924р, 1927р).
- «Главнейшие способы ведения пасеки»
- «Медовое, восковое и роевое хозяйство»[1]